# جيمس ديفيز
جيمس ديفيز (بالإنجليزية: James Davies)‏ هو سياسي بريطاني وبريطاني، ولد في 27 فبراير 1980 في المملكة المتحدة. حزبياً، نشط في حزب المحافظين. وقد في الانتخابات العامة في المملكة المتحدة 2015، انتخب عضو برلمان المملكة المتحدة الـ56 عن دائرة فيل أوف كلويد وقد انضم خلال فترته النيابية ‏ (8 مايو 2015 – 3 مايو 2017) للكتلة البرلمانية حزب المحافظين.